# 三州大龍捲風
三州大龍捲風發生在1925年3月18日（星期三），也是有記錄以來最致命的龍捲風爆發之一，當天產生至少12個劇烈的龍捲風，並跨越了美國中西部和南部的大部分地區。三州大龍捲風總共至少造成747人喪生，超過2,298人受傷，也是美國歷史上最致命的一次龍捲風爆發，1925年也成為美國歷史上最致命的龍捲風年。當天，田納西州、肯塔基州和印第安納州產生幾次破壞性龍捲風，在阿拉巴馬州和堪薩斯州也產生嚴重的龍捲風。除了已確認的龍捲風之外，毫無疑問還有其他影響較小的龍捲風，而這些龍捲風的紀錄已消失在歷史中。
三州大龍捲風這是美國歷史上最致命的龍捲風，也是世界上有記錄以來第二致命的龍捲風爆發。當時龍捲風從密蘇里州東南部穿過伊利諾州南部，然後進入印第安納州西南部時留下的219英里長（352 公里）軌跡，也是有記錄以來最長的一次。現代氣象再分析表明，歷史記錄中報告的極長路徑長度和壽命很可能屬於多個獨立的龍捲風所造成。雖然沒有得到美國國家海洋暨大氣總署官方評級，但三州龍捲風被大多數專家認可為F5級龍捲風。